# Mashhad
Mashhad cũng gọi là Meshed, là thành phố ở đông bắc Iran, thủ phủ của tỉnh Khorāsān. Thành phố nằm trong một thung lũng của sông Kashaf gần Turkmenistan và Afghanistan. Đây là một trong những thành phố lớn nhất của Iran, là một trung tâm vận tải, công nghiệp và thương mại và tôn giáo quan trọng nằm ở một khu vực nông nghiệp. Thành phố này là nơi sản xuất thảm len truyền thống, cũng là nơi có các ngành dược, dệt, chế biến thực phẩm. Ở đây có đền thờ và nơi mai táng thủ lĩnh Hồi giáo Imam Reza, một nơi được cộng đồng Hồi giáo Shia xem là một trong những thánh địa linh thiêng nhất, thu hút người hành hương hàng năm. Mộ của Harun ar-Rashid cũng nằm ở trong đền này. Thành phố có Đại học Mashhad (thành lập năm 1956). Gần thành phố có phế tích của thành phố cổ Ţūs.
Mashhad đã thành trung tâm tôn giáo vào thế kỷ 9. Shah Abbas I (trị vì giai đoạn 1588-1629) đã phát triển thành phố. Mashhad đã thịnh vượng dưới triều Nadir Shah khi nó trở thành kinh đô của Đế quốc Iran.

## Khí hậu
| Dữ liệu khí hậu của Mashhad (1961–1990, cực độ 1951–2010) | Dữ liệu khí hậu của Mashhad (1961–1990, cực độ 1951–2010) | Dữ liệu khí hậu của Mashhad (1961–1990, cực độ 1951–2010) | Dữ liệu khí hậu của Mashhad (1961–1990, cực độ 1951–2010) | Dữ liệu khí hậu của Mashhad (1961–1990, cực độ 1951–2010) | Dữ liệu khí hậu của Mashhad (1961–1990, cực độ 1951–2010) | Dữ liệu khí hậu của Mashhad (1961–1990, cực độ 1951–2010) | Dữ liệu khí hậu của Mashhad (1961–1990, cực độ 1951–2010) | Dữ liệu khí hậu của Mashhad (1961–1990, cực độ 1951–2010) | Dữ liệu khí hậu của Mashhad (1961–1990, cực độ 1951–2010) | Dữ liệu khí hậu của Mashhad (1961–1990, cực độ 1951–2010) | Dữ liệu khí hậu của Mashhad (1961–1990, cực độ 1951–2010) | Dữ liệu khí hậu của Mashhad (1961–1990, cực độ 1951–2010) | Dữ liệu khí hậu của Mashhad (1961–1990, cực độ 1951–2010) |
| Tháng                                                     | 1                                                         | 2                                                         | 3                                                         | 4                                                         | 5                                                         | 6                                                         | 7                                                         | 8                                                         | 9                                                         | 10                                                        | 11                                                        | 12                                                        | Năm                                                       |
| --------------------------------------------------------- | --------------------------------------------------------- | --------------------------------------------------------- | --------------------------------------------------------- | --------------------------------------------------------- | --------------------------------------------------------- | --------------------------------------------------------- | --------------------------------------------------------- | --------------------------------------------------------- | --------------------------------------------------------- | --------------------------------------------------------- | --------------------------------------------------------- | --------------------------------------------------------- | --------------------------------------------------------- |
| Cao kỉ lục °C (°F)                                        | 24.0 (75.2)                                               | 26.0 (78.8)                                               | 32.0 (89.6)                                               | 35.4 (95.7)                                               | 39.2 (102.6)                                              | 41.6 (106.9)                                              | 43.8 (110.8)                                              | 42.4 (108.3)                                              | 42.0 (107.6)                                              | 35.8 (96.4)                                               | 29.4 (84.9)                                               | 28.2 (82.8)                                               | 43.8 (110.8)                                              |
| Trung bình ngày tối đa °C (°F)                            | 6.7 (44.1)                                                | 8.6 (47.5)                                                | 14.1 (57.4)                                               | 20.8 (69.4)                                               | 26.8 (80.2)                                               | 32.4 (90.3)                                               | 34.4 (93.9)                                               | 32.8 (91.0)                                               | 28.8 (83.8)                                               | 22.0 (71.6)                                               | 15.8 (60.4)                                               | 9.6 (49.3)                                                | 21.1 (70.0)                                               |
| Trung bình ngày °C (°F)                                   | 0.0 (32.0)                                                | 2.3 (36.1)                                                | 7.7 (45.9)                                                | 14.1 (57.4)                                               | 19.6 (67.3)                                               | 24.6 (76.3)                                               | 26.7 (80.1)                                               | 24.6 (76.3)                                               | 19.8 (67.6)                                               | 13.4 (56.1)                                               | 7.7 (45.9)                                                | 2.6 (36.7)                                                | 13.6 (56.5)                                               |
| Tối thiểu trung bình ngày °C (°F)                         | −5.1 (22.8)                                               | −2.9 (26.8)                                               | 2.3 (36.1)                                                | 7.9 (46.2)                                                | 11.8 (53.2)                                               | 15.6 (60.1)                                               | 17.9 (64.2)                                               | 15.3 (59.5)                                               | 10.4 (50.7)                                               | 5.4 (41.7)                                                | 1.3 (34.3)                                                | −2.7 (27.1)                                               | 6.4 (43.5)                                                |
| Thấp kỉ lục °C (°F)                                       | −27.0 (−16.6)                                             | −28.0 (−18.4)                                             | −13.0 (8.6)                                               | −7.0 (19.4)                                               | −1.0 (30.2)                                               | 4.0 (39.2)                                                | 10.0 (50.0)                                               | 5.0 (41.0)                                                | −1.0 (30.2)                                               | −8.0 (17.6)                                               | −16.0 (3.2)                                               | −25.0 (−13.0)                                             | −28.0 (−18.4)                                             |
| Lượng Giáng thủy trung bình mm (inches)                   | 33.1 (1.30)                                               | 36.4 (1.43)                                               | 52.0 (2.05)                                               | 48.8 (1.92)                                               | 25.5 (1.00)                                               | 3.0 (0.12)                                                | 0.9 (0.04)                                                | 0.7 (0.03)                                                | 1.5 (0.06)                                                | 11.2 (0.44)                                               | 15.7 (0.62)                                               | 26.9 (1.06)                                               | 255.7 (10.07)                                             |
| Số ngày giáng thủy trung bình (≥ 1.0 mm)                  | 5.8                                                       | 6.3                                                       | 8.3                                                       | 7.6                                                       | 4.4                                                       | 0.8                                                       | 0.3                                                       | 0.2                                                       | 0.5                                                       | 2.0                                                       | 2.7                                                       | 4.5                                                       | 43.4                                                      |
| Số ngày tuyết rơi trung bình                              | 6.0                                                       | 6.2                                                       | 4.3                                                       | 0.3                                                       | 0.0                                                       | 0.0                                                       | 0.0                                                       | 0.0                                                       | 0.0                                                       | 0.2                                                       | 1.2                                                       | 3.8                                                       | 22.0                                                      |
| Độ ẩm tương đối trung bình (%)                            | 75                                                        | 74                                                        | 70                                                        | 62                                                        | 50                                                        | 37                                                        | 34                                                        | 34                                                        | 39                                                        | 53                                                        | 64                                                        | 72                                                        | 55                                                        |
| Số giờ nắng trung bình tháng                              | 149.8                                                     | 146.6                                                     | 160.3                                                     | 194.6                                                     | 280.7                                                     | 343.5                                                     | 361.3                                                     | 357.7                                                     | 303.2                                                     | 242.3                                                     | 190.6                                                     | 153.7                                                     | 2.884,3                                                   |
| Nguồn 1: NOAA                                             |                                                           |                                                           |                                                           |                                                           |                                                           |                                                           |                                                           |                                                           |                                                           |                                                           |                                                           |                                                           |                                                           |
| Nguồn 2: Iran Meteorological Organization (cực độ)        |                                                           |                                                           |                                                           |                                                           |                                                           |                                                           |                                                           |                                                           |                                                           |                                                           |                                                           |                                                           |                                                           |